# Plateau (Praia)

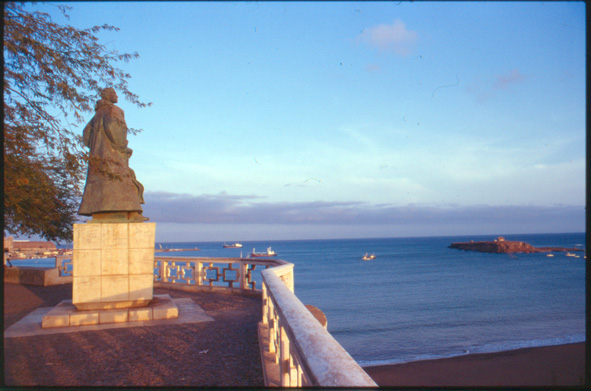
Monument à Diogo Gomes avec vue sur l'Atlantic et l'Ilhéu de Santa Maria.

Plateau ou Platô est un quartier et le centre historique de la ville de Praia, capitale du Cap-Vert sur l'île de Santiago.

## Présentation
Le nom vient du français « plateau » qui a donné Platô en créole du Cap-Vert. L'endroit est situé sur un plateau au-dessus du port de Praia. Son altitude est de 37 mètres. La population du Plateau était de 1 019 personnes en 2010. Plusieurs bâtiments publics sont situés sur le Plateau, notamment le palais présidentiel de Praia, l'église Nossa Senhora da Graça et le musée ethnographique de Praia.
Les quartiers adjacents sont Gamboa/Chã de Areia au Sud, Várzea au Sud-Ouest et à l'Ouest, Achadinha au Nord-Ouest, Fazenda au Nord et Praia Negra à l'Est.

## Histoire

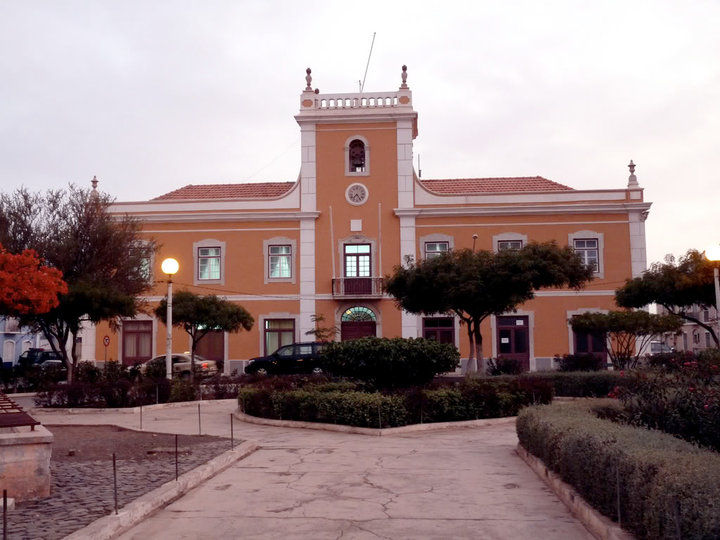
Hôtel de ville de Praia

Praia a été fondée à proximité d'un havre naturel au début du XVIe siècle. Grâce à sa position sur le plateau, il était facile à défendre face aux attaques de pirates ce qui lui donnait un avantage sur la vieille ville de Ribeira Grande, Cidade Velha. Progressivement, il prit le pas sur Cidade Velha et devint le siège du gouvernement colonial en 1770. 
Durant le XIXe siècle, le Plateau a été restructuré selon un plan en damier aligné sur les grands bâtiments coloniaux,. Depuis 2016, le centre historique de Praia est candidat à l'inscription sur la liste du patrimoine mondial.

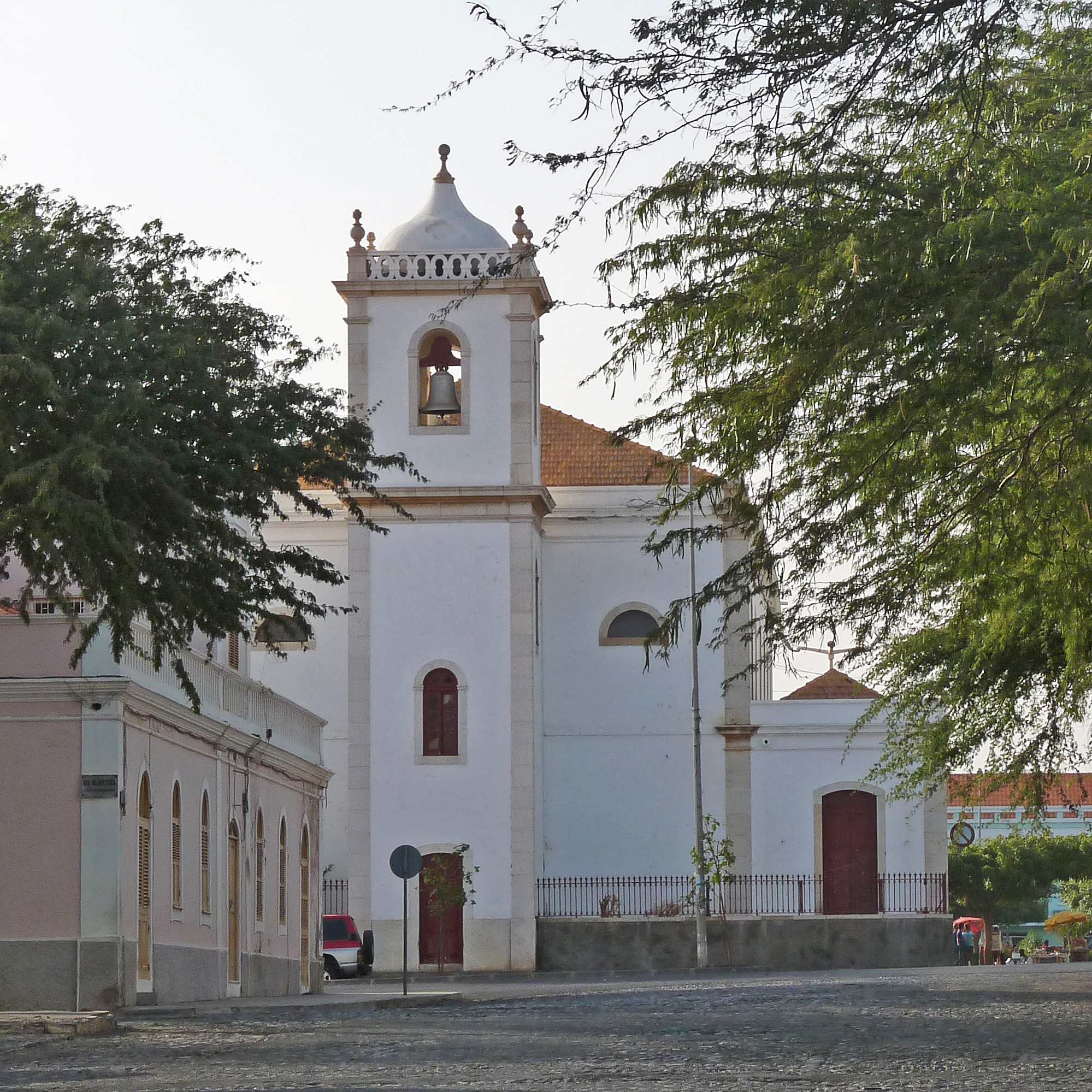
Église Nossa Senhora da Graça.

## Architecture

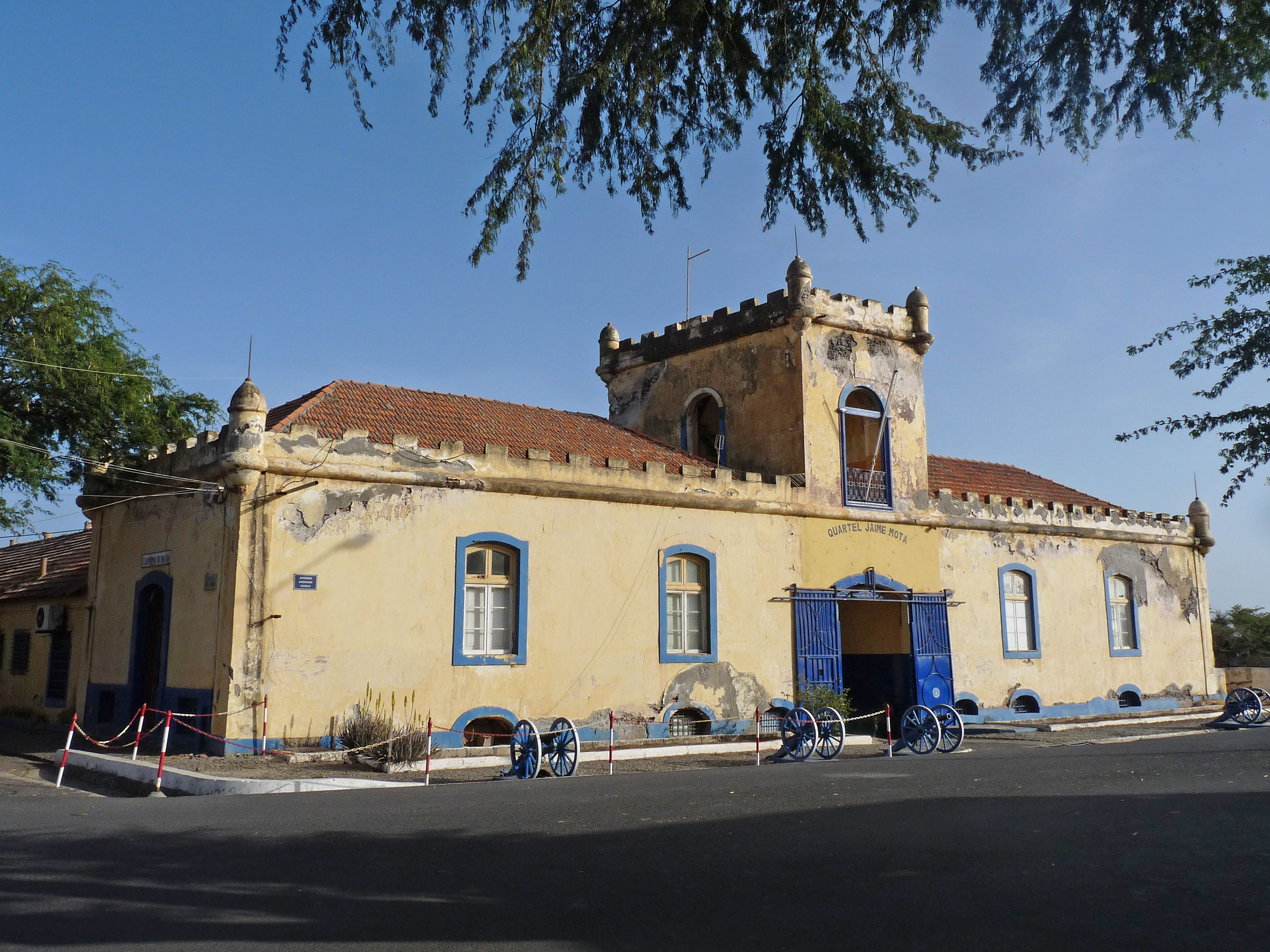
Quartel Jaime Mota.

Les rues du Plateau sont en plan hippodamien. 
La place principale est la Praça Alexandre Albuquerque, alignée avec la mairie et la cathédrale. Les rues principales sont Avenida Andrade Corvo, Rua Serpa Pinto, Rua 5 de Julho et Avenida Amílcar Cabral. 
Les places les plus grandes sont la place Alexandre Albuquerque et la place Luís de Camões.

### Bâtiments remarquables
- Hôtel de ville de Praia
- Musée ethnographique de Praia
- Cour suprême de justice du Cap-Vert
- Palais présidentiel de Praia
- Palácio da Cultura Ildo Lobo
- Hôpital Agostinho Neto
- Instituto Internacional de Língua Portuguesa
- Siège de los Correios de Cabo Verde
- Église Nossa Senhora da Graça
- Quartel Jaime Mota, d'anciennes baraques militaires
- Quintal da Música, club de musique
- Liceu Domingos Ramos, Lycée de Praia

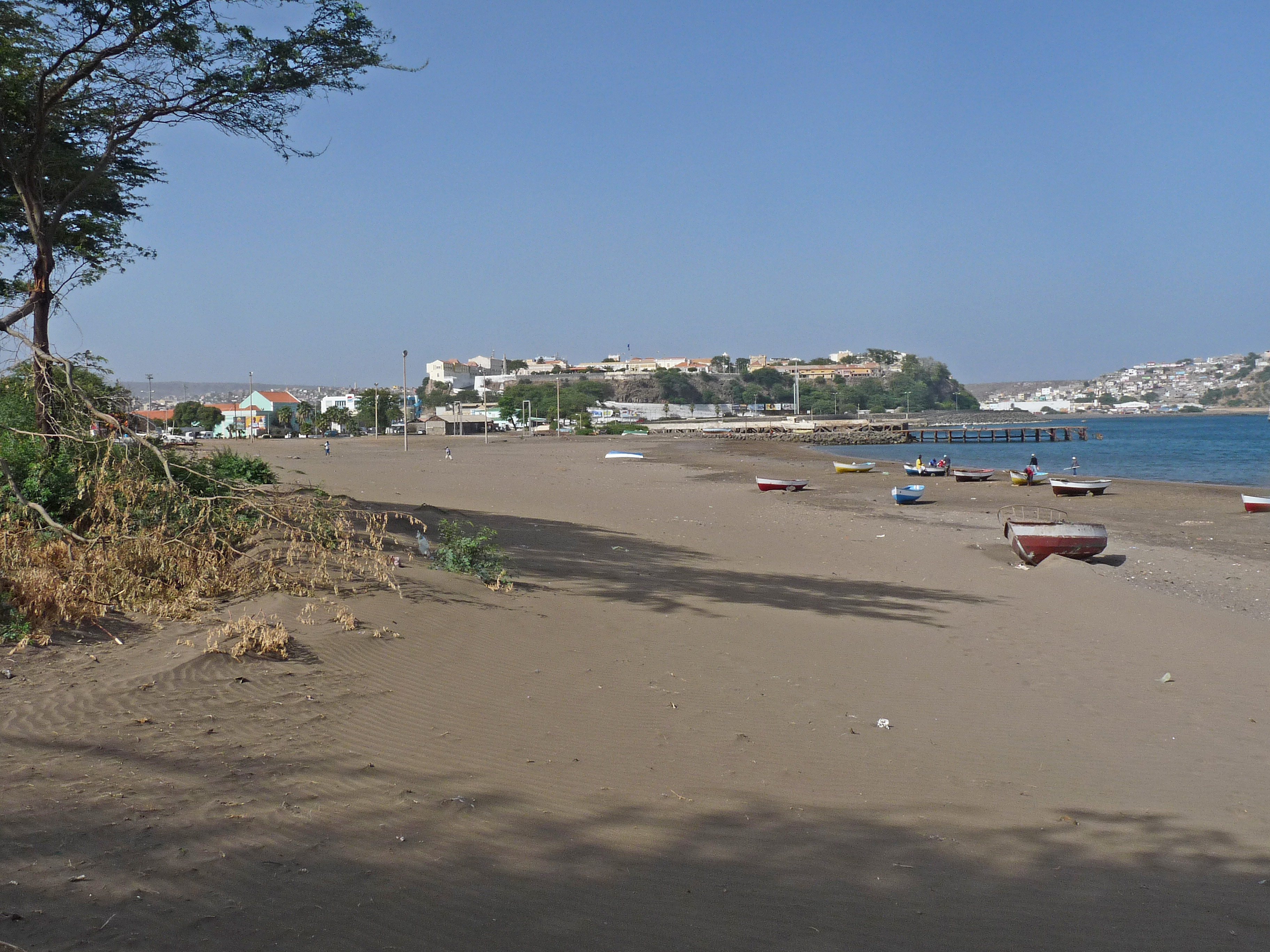
Vue du plateau depuis Praia da Gamboa.

## Galerie

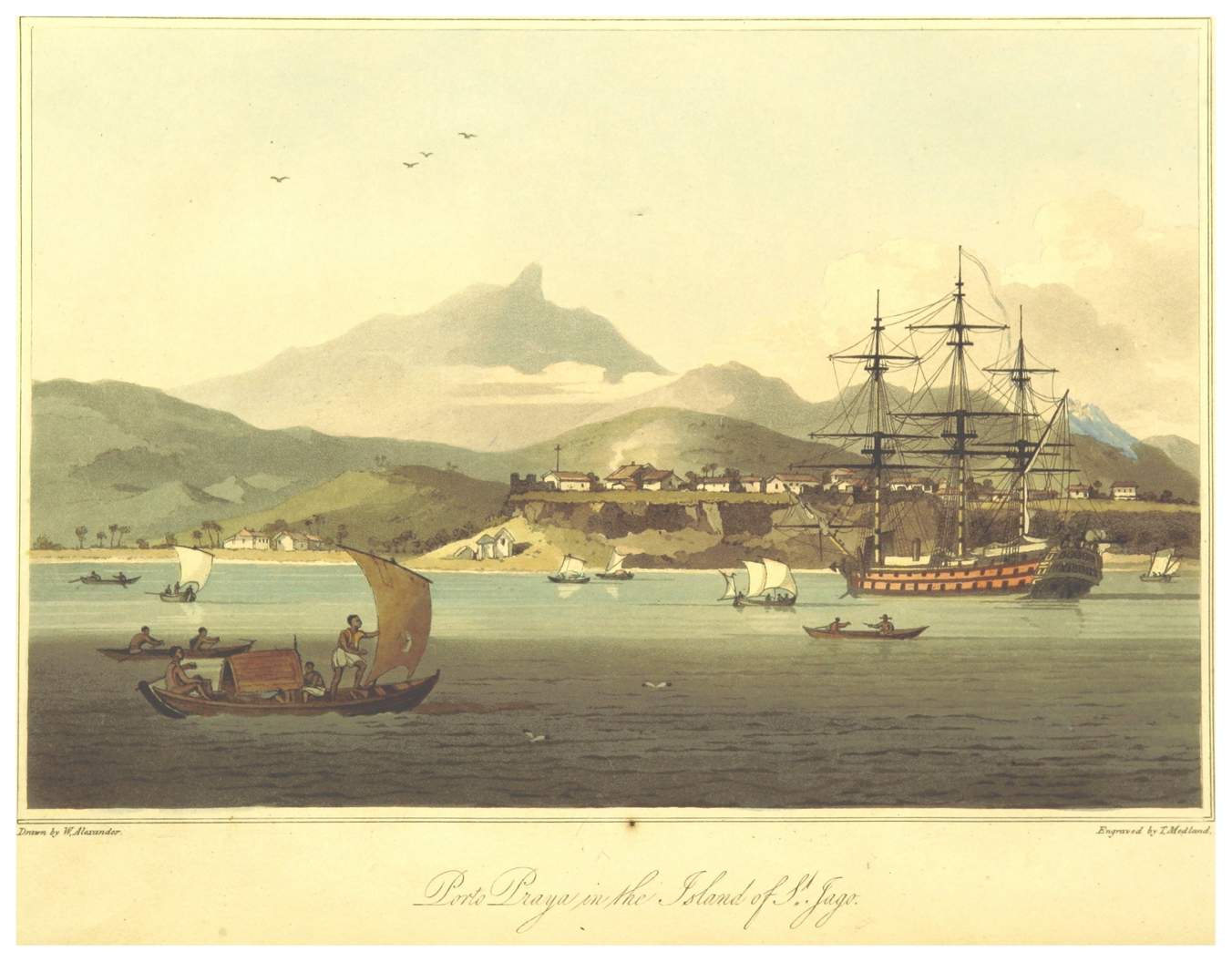
Porto Praia (maintenant Praia) et le Plateau en 1806.
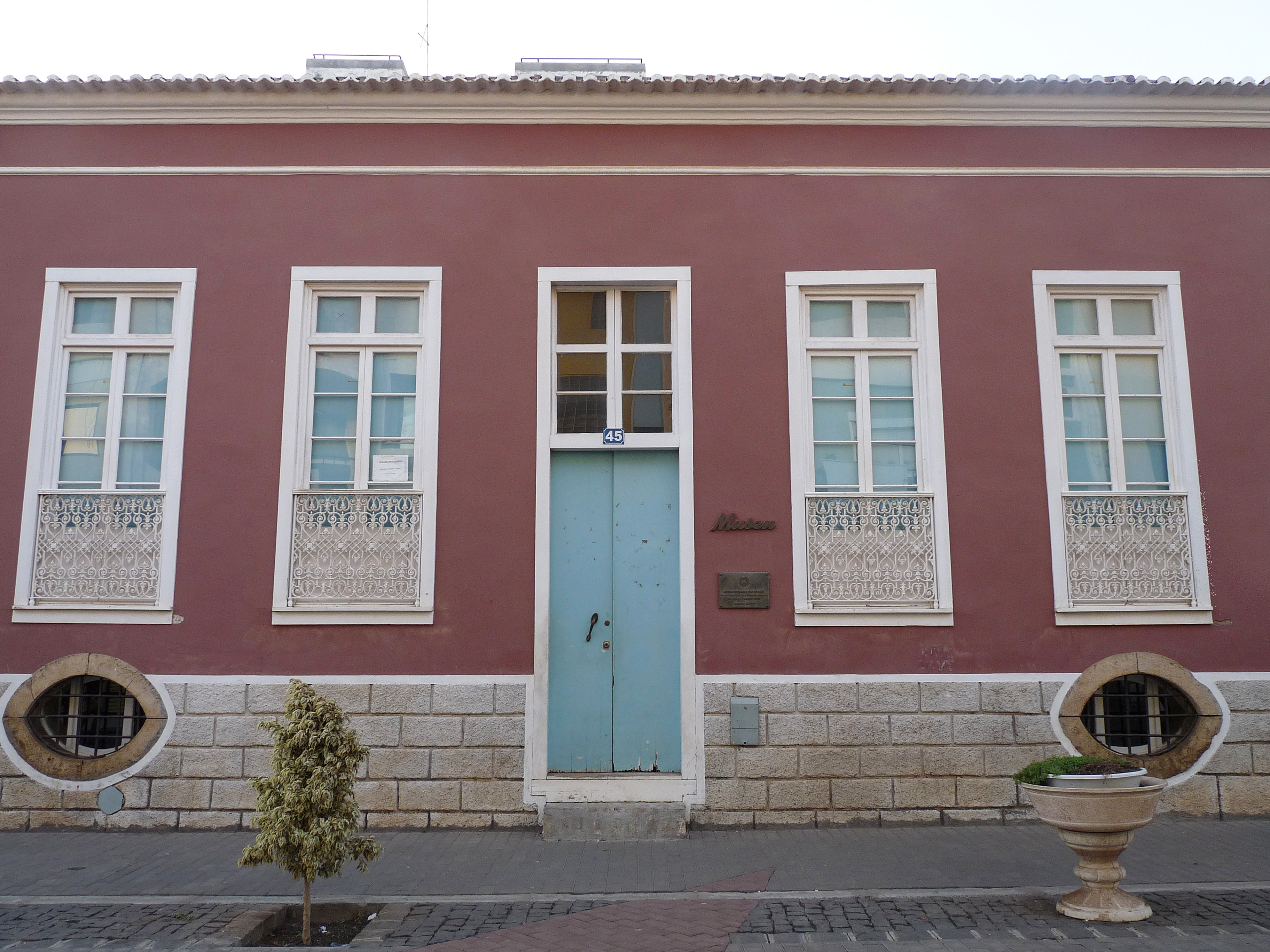
Musée ethnographique de Praia
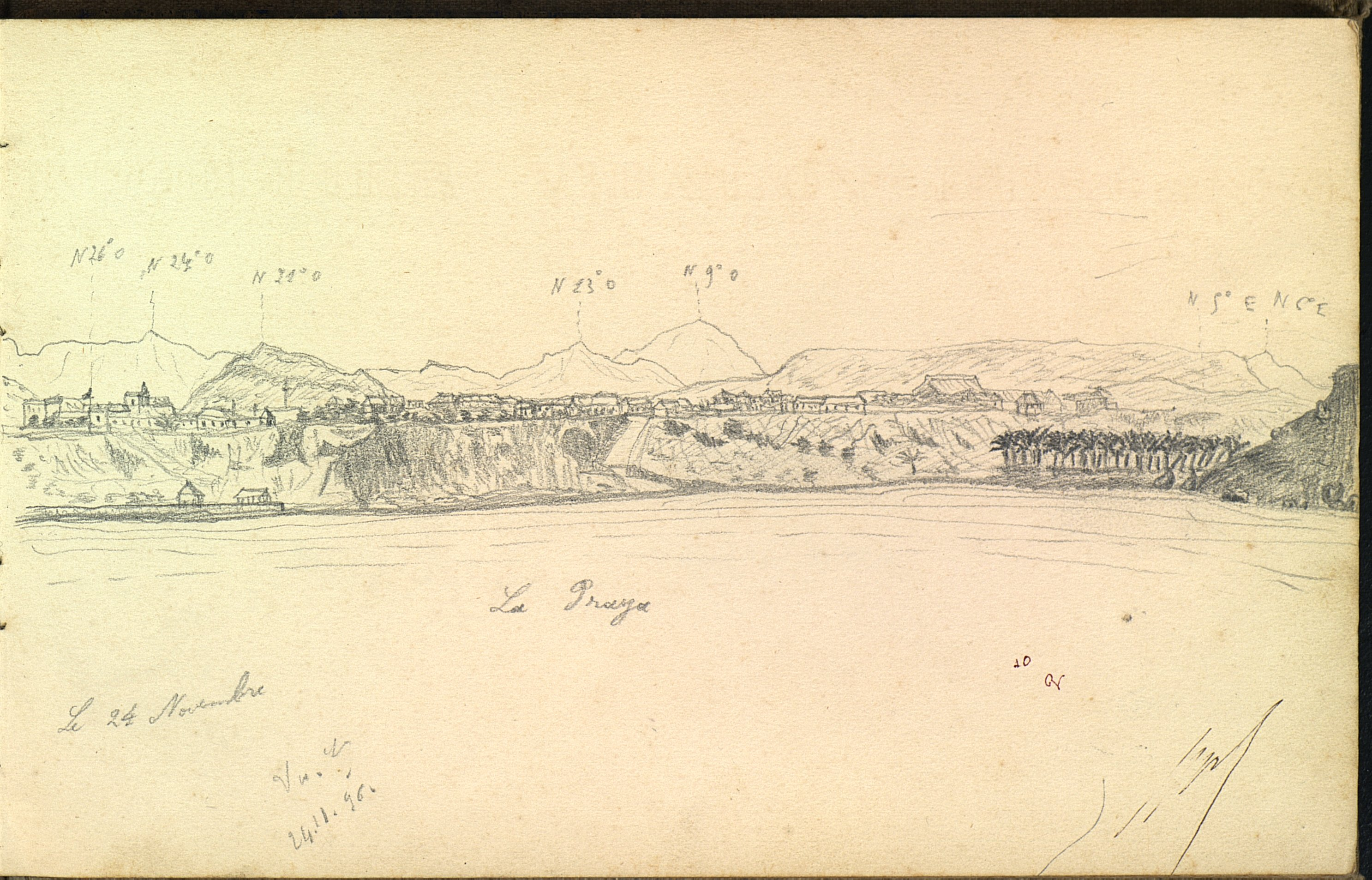
Vue de Praia et son plateau autour de 1896
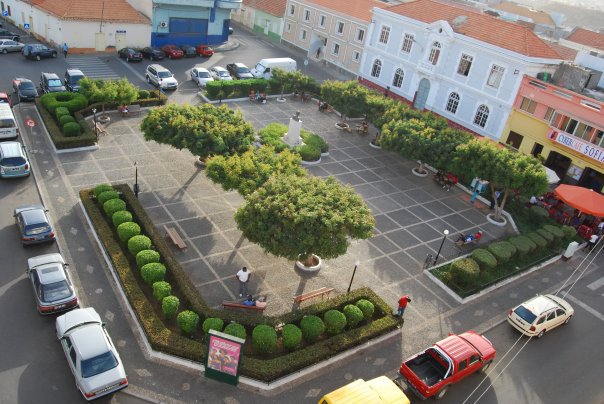
Place António Loreno
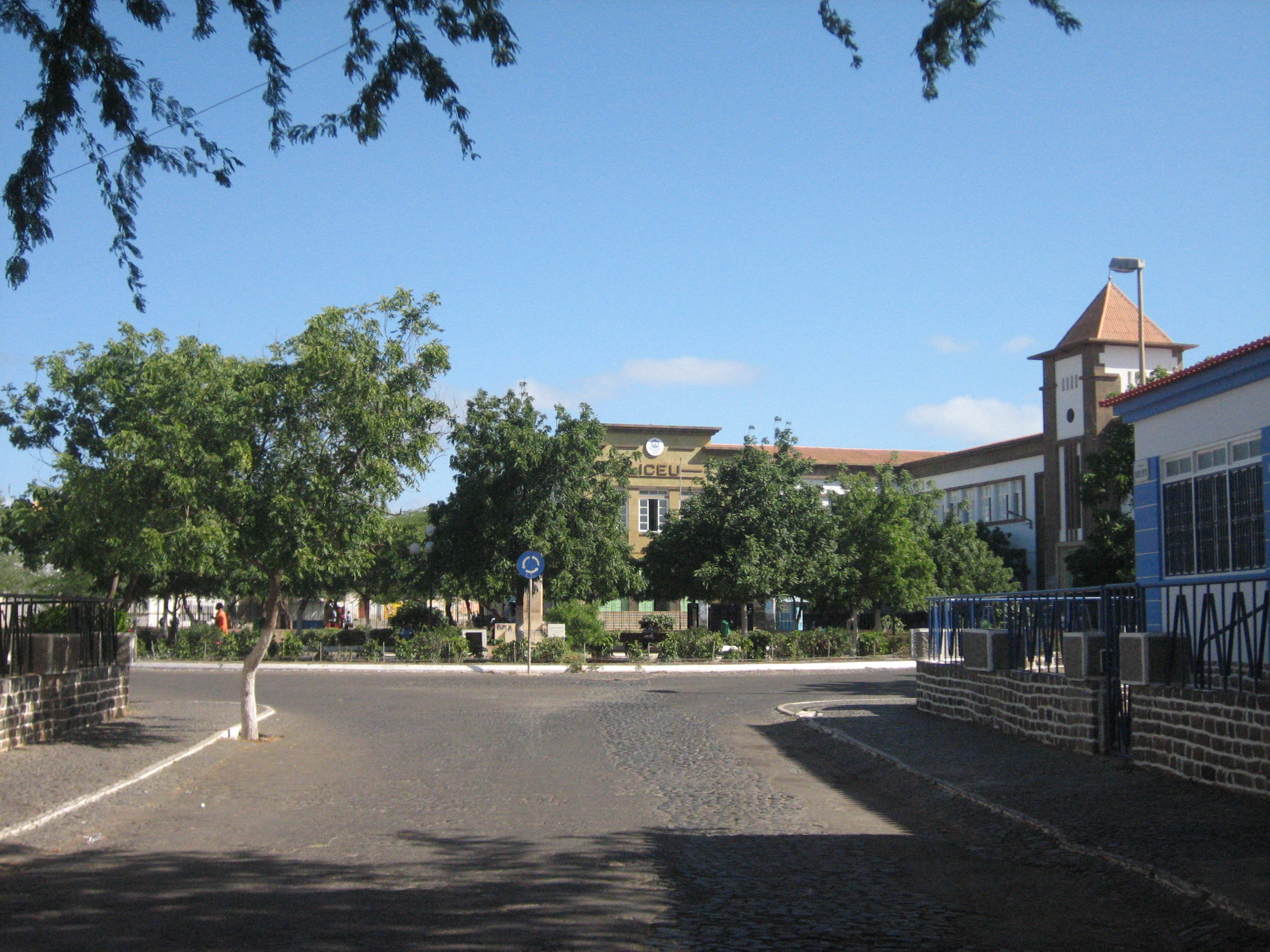
Liceu Domingos Ramos, Lycée principal de Praia
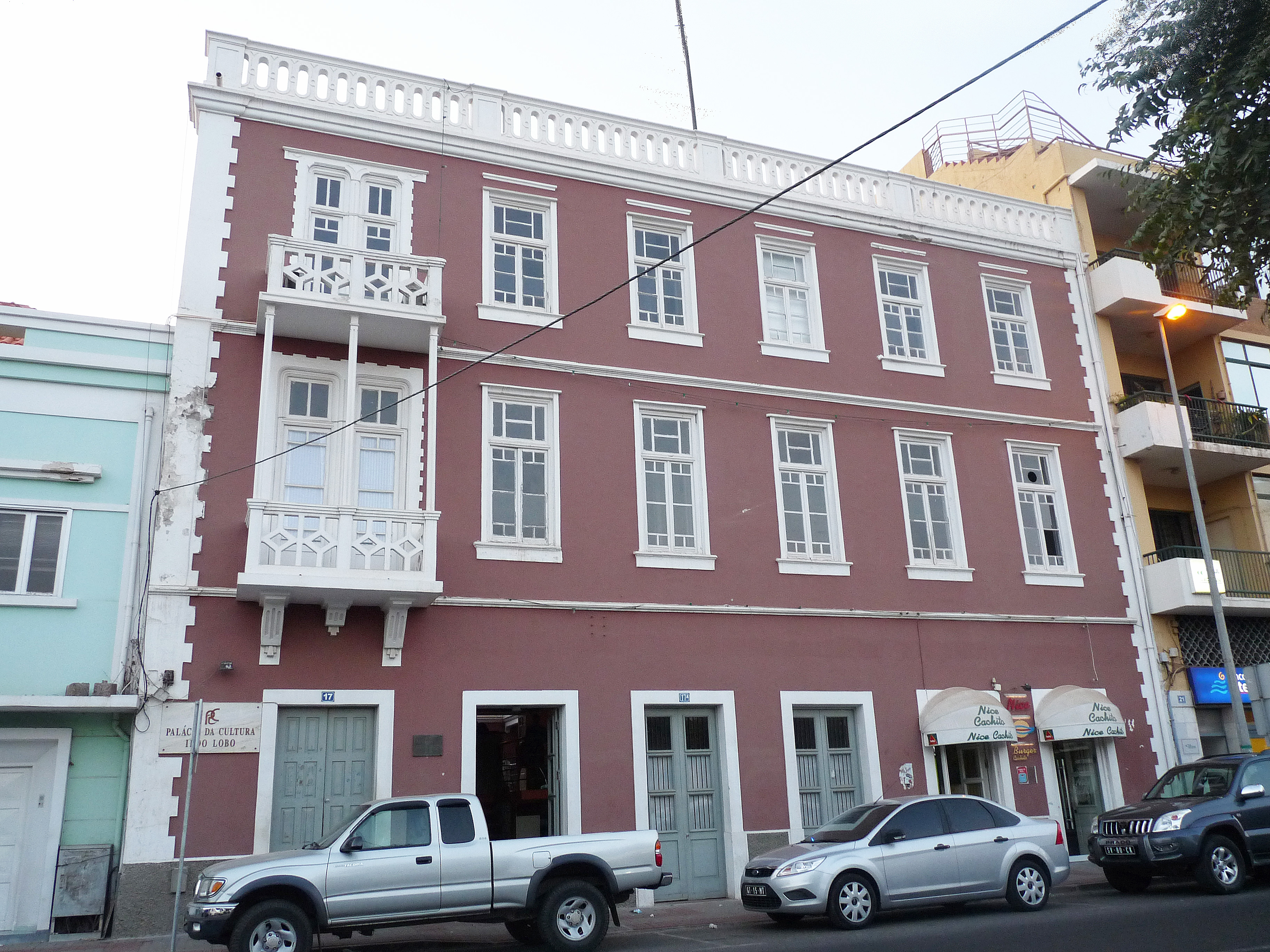
Palácio da Cultura Ildo Lobo
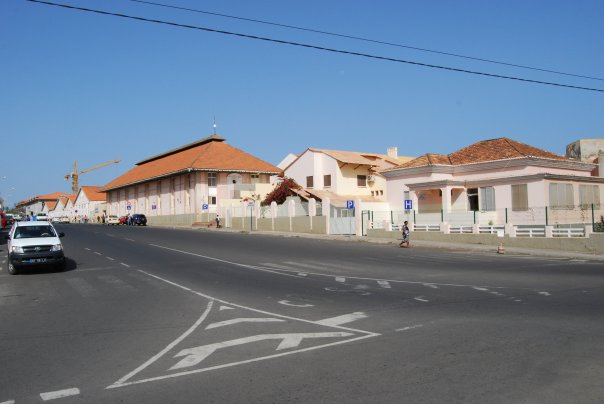
Hôpital Agostinho Neto